# Torneo Sub-20 de la Concacaf 2001
El Torneo Sub-20 de la CONCACAF 2001 fue la eliminatoria rumbo a la Copa Mundial de Fútbol Sub-20 de 2001 a celebrarse en Argentina. Participaron 8 selecciones de América Central, América del Norte y el Caribe en grupos jugados en Trinidad y Tobago y Canadá.

## Participantes
| Región                   | Clasificación                | Participantes                 |
| ------------------------ | ---------------------------- | ----------------------------- |
| Caribbean (CFU)          | Eliminatoria Caribeña        | Jamaica                       |
| Caribbean (CFU)          | Anfitrión                    | Trinidad y Tobago             |
| América Central (UNCAF)  | Eliminatoria Centroamericana | Costa Rica Guatemala Honduras |
| América del Norte (NAFU) | Anfitrión                    | Canadá                        |
| América del Norte (NAFU) | Clasificados Automáticamente | México Estados Unidos         |

## Grupo A
Los partidos se jugaron en el Estadio Haseley Crawford de Puerto España, Trinidad y Tobago.
| Club              | G | E | P | GF | GC | Pts |
| ----------------- | - | - | - | -- | -- | --- |
| Costa Rica        | 2 | 1 | 0 | 12 | 2  | 7   |
| Estados Unidos    | 2 | 1 | 0 | 11 | 2  | 7   |
| Trinidad y Tobago | 0 | 1 | 2 | 1  | 8  | 1   |
| Guatemala         | 0 | 1 | 2 | 1  | 13 | 1   |

| Equipo 1          | Resultado | Equipo 2          |
| ----------------- | --------- | ----------------- |
| Guatemala         | 0-5       | Estados Unidos    |
| Trinidad y Tobago | 0-3       | Costa Rica        |
| Costa Rica        | 8-1       | Guatemala         |
| Estados Unidos    | 5-1       | Trinidad y Tobago |
| Trinidad y Tobago | 0-0       | Guatemala         |
| Costa Rica        | 1-1       | Estados Unidos    |

## Grupo B
Los partidos se jugaron en el Estadio Commonwealth de Winnipeg, Canadá.
| Club     | G | E | P | GF | GC | Pts |
| -------- | - | - | - | -- | -- | --- |
| Canadá   | 2 | 1 | 0 | 2  | 0  | 7   |
| Jamaica  | 1 | 2 | 0 | 3  | 2  | 5   |
| México   | 1 | 1 | 1 | 3  | 2  | 4   |
| Honduras | 0 | 0 | 3 | 1  | 5  | 0   |

| Equipo 1 | Resultado | Equipo 2 |
| -------- | --------- | -------- |
| Jamaica  | 1-1       | México   |
| Canadá   | 1-0       | Honduras |
| Honduras | 1-2       | Jamaica  |
| México   | 0-1       | Canadá   |
| Honduras | 0-2       | México   |
| Canadá   | 0-0       | Jamaica  |

## Clasificados al Mundial Sub-20
| - Canadá - Costa Rica | - Estados Unidos - Jamaica |